# Instituto Interamericano para la Investigación del Cambio Global
El Instituto Interamericano para la Investigación del Cambio Global (IAI, por sus siglas en inglés) es un organismo científico internacional creado en la Declaración de Montevideo de 1992 para investigar el Cambio Climático en el continente americano.

## Países integrantes
El IAI se integra por 19 países suscriptores:
- Argentina
- Bolivia
- Brasil
- Canadá
- Chile
- Colombia
- Costa Rica
- Cuba
- Ecuador
- Estados Unidos
- Guatemala
- Jamaica
- México
- Panamá
- Paraguay
- Perú
- República Dominicana
- Uruguay
- Venezuela

## Organización
El IAI se compone de las siguientes estructuras:
- Conferencia de las Partes: Sesión bianual de los 19 países integrantes.
- Consejo Ejecutivo compuesto por nueve delegados elegidos por un período de dos años por la Conferencia de las Partes. El Consejo Ejecutivo recomienda las políticas del Instituto para su aprobación por la Conferencia de las Partes.
- Comité Asesor Científico compuesto por diez miembros elegidos por períodos de tres años por la Conferencia de las Partes. Formula recomendaciones a la Conferencia de las Partes sobre la Agenda Científica, los planes a largo plazo y el programa anual del Instituto y dirige el sistema de revisión de pares para evaluar propuestas científicas y los resultados obtenidos por los programas científicos financiados por el IAI.
- Comité asesor en Ciencia y Políticas creado en 2013 para asesorar a la Conferencia de las Partes y a las direcciones del IAI en materia de aplicación y diseño de la ciencia para la formulación de políticas públicas y la toma de decisiones.
- Dirección Ejecutiva: Con sede en Montevideo y elegida por la Conferencia de las Partes.
- Centros de Investigación. En 2012 se creó el primer centro de investigación AquaSec en Chile.
- Organizaciones asociadas del Instituto: Institutos externos que comparten la Agencia Científica del Instituto.
- Instituciones de investigación afiliadas: Instituciones que presenten proyectos de investigación específicas.

## Líneas de investigación
La Agenda científica del IAI está definida en el Artículo III del  Acuerdo para la creación del Instituto Interamericano para la Investigación del Cambio Global:
- El estudio de los ecosistemas tropicales y los ciclos biogeoquímicos;
- El estudio del impacto del cambio climático sobre la diversidad biológica;
- El estudio del Fenómeno El Niño-Oscilación del Sur y de la variabilidad climática interanual;
- El estudio de las interacciones océano/atmósfera/tierra en las Américas intertropicales;
- Estudios comparativos de procesos oceánicos, costeros y estuarinos en zonas templadas;
- Estudios comparativos de ecosistemas terrestres templados;
- Procesos en altas latitudes.